# Motal (formaggio)
Il motal è un formaggio caprino stagionato nel coccio e prodotto tradizionalmente nella valle dell'Ararat in Armenia.

## Produzione
Il motal è prodotto secondo una tecnica antichissima. Il latte è lavorato appena munto, quando è ancora tiepido, senza essere fatto scaldare. Dopo avere scolato la cagliata, questa è riposta in un contenitore dove rimane per almeno quaranta giorni sotto sale. A questo punto si sbriciola la pasta con le mani e si condisce con menta, timo ed estragone essiccati e sminuzzati. Infine, per portare a termine la stagionatura, la pasta aromatizzata è inserita nelle anfore di terracotta che, sigillate con foglie di noce oppure con cera d’api, sono capovolte e sistemate in cantine, fresche ma asciutte, su uno strato di cenere.

## Contesto
I produttori dispongono da 10 a 150 capre ciascuno. Lavorano in condizioni difficili e con pochissime risorse economiche. Spesso sono costretti a vendere il formaggio prima della maturazione. Per salvaguardare e rilanciare questa produzione tradizionale, per avere le autorizzazioni sanitarie e per l'accesso ai mercati internazionali Slow food ha deciso di costituire un Presidio.